# Pierre-Jean de Smet

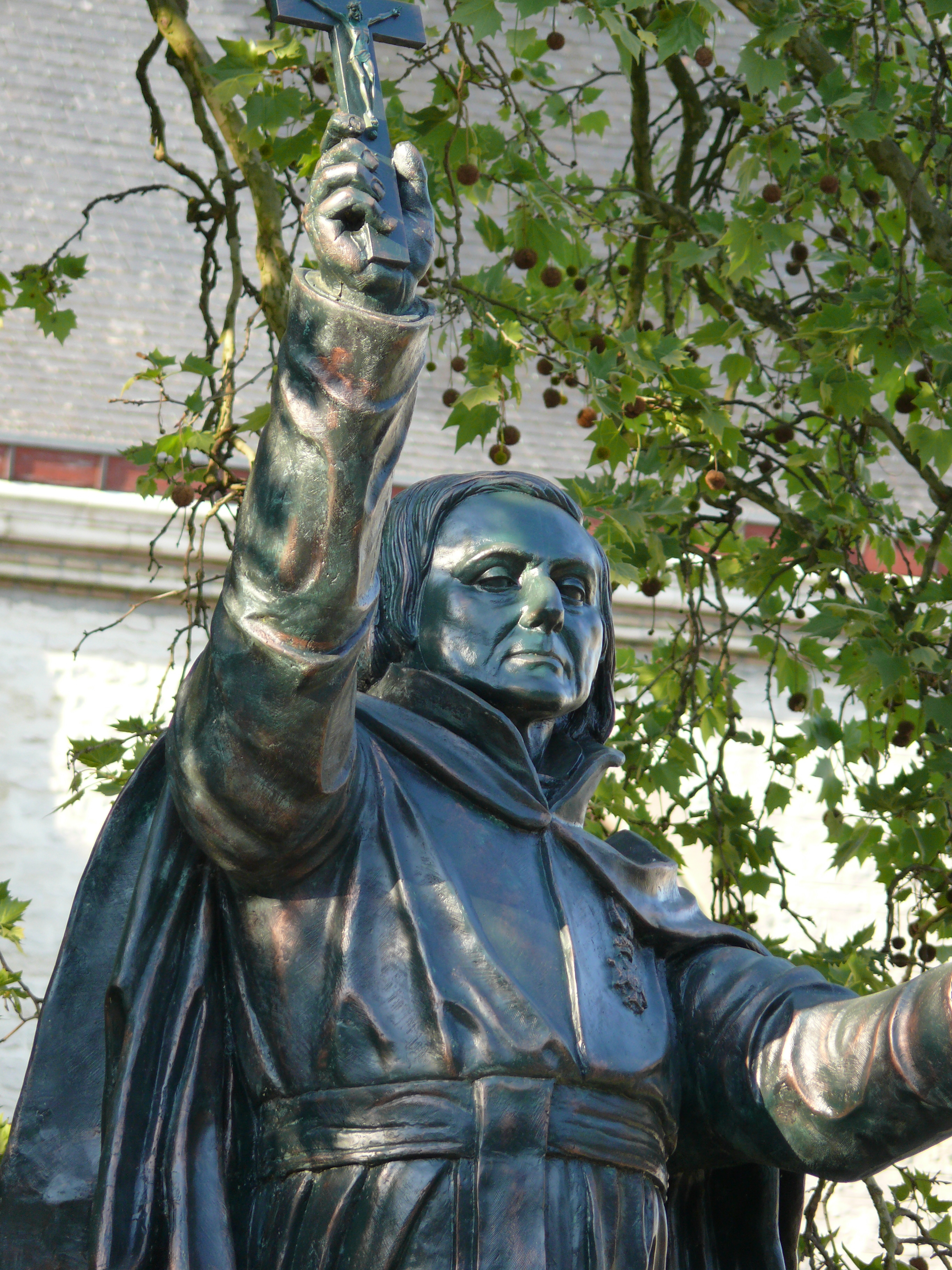
Estàtua em Dendermonde

Pierre-Jean de Smet (Dendermonde, Bèlgica, 30 de gener del 1801 - Saint Louis, Missouri, EUA, 23 de maig del 1873) fou un missioner belga. se n'anà als Estats Units el 1821 i ingressà als jesuïtes de Maryland. Però el 1823 es traslladà a Saint Louis (Missouri) per tal d'estar més a prop dels indis que havien d'evangelitzar.
El 1838 va establir la missió de Saint Joseph (Council Bluffs) entre els potawatomi, i va fer algunes visites amistoses als sioux. El 1839 encoratjà alguns religiosos iroquesos a establir-se entre els nez percé i el 1840 visità els bitterroot salish. Després marxà per les Muntanyes Rocoses i visità els crows, atsina i coeur d'alene. El 1843 marxà a Europa a demanar diners i el 1844 aconseguí establir la missió de Saint Ignatius als marges del Columbia. El 1846 intentaria convertir els blackfoot, i mercè el seu gran prestigi entre els indis, el 1851 fou cridat per les autoritats nord-americanes per a actuar com a mitjancer en els conflictes amb els indis d'Oregon.
El 1858 acompanyà el general Harney en l'expedició contra els mormons de Utah, i el 1862 i el 1867 tornaria a fer de mitjancer en conflictes amb els indis a Washington i Oregon, i el 1868 i el 1870 amb els sioux. Ha estat un dels clergues catòlics amb més prestigi als EUA en el segle xix.